# فيليب جوزيف
فيليب جوزيف (بالإنجليزية: Philip Joseph)‏ هو سياسي أمريكي، ولد في 1846. حزبياً، نشط في الحزب الجمهوري.